# Quercus emoryi
Quercus emoryi Torr. – gatunek roślin z rodziny bukowatych (Fagaceae Dumort.). Występuje naturalnie w północnym Meksyku oraz południowo-zachodnich Stanach Zjednoczonych (w Arizonie, Nowym Meksyku i Teksasie). 

## Morfologia

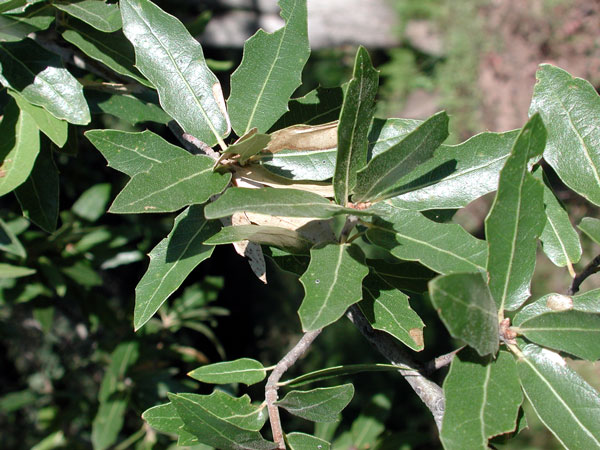
Liście

PokrójZimozielone drzewo lub krzew. Dorasta do 15 m wysokości. Kora jest popękana i ma ciemnobrązową lub czarną barwę.
LiścieBlaszka liściowa ma kształt od podługowatego do owalnego lub odwrotnie jajowatego. Mierzy 2,5–9,5 cm długości oraz 1,5–4,5 cm szerokości, jest całobrzega lub delikatnie ząbkowana na brzegu, ma sercowatą nasadę i ostry wierzchołek. Ogonek liściowy jest owłosiony i ma 3–7 mm długości.
OwoceOrzechy zwane żołędziami o kształcie od podługowatego do elipsoidalnego, dorastają do 10–18 mm długości i 6–10 mm średnicy. Osadzone są pojedynczo w miseczkach w kształcie kubka, które mierzą 5–8 mm długości i 7–12 mm średnicy. Orzechy otulone są w miseczkach do 25–50% ich długości.

## Biologia i ekologia
Rośnie na skalistych stokach. Występuje na wysokości od 1000 do 2200 m n.p.m.